# 藤井有彩
藤井有彩（日语：ふじいありさ，1996年5月15日—），日本的AV女優，東京都出身。出道時是「PRESTIGE」專屬女優，屬T-Power事務所，2017年4月後引退。

## 簡歷
藤井有彩樣子可愛，笑容甜美，加上93cm巨乳，被發掘後加入AV女優行列，由於條件出眾，出道不久便成AV界寵兒，被譽為業界新天后，她是短大生，有空時才會拍攝工作。
她接受訪問時曾經透露，高校時有一個同級生男友，二人會一起看AV，雙方初經驗之後，男友有些怪嗜好，他會網站購入性感蕾絲內衣褲給她穿著後性行為及要求用成人玩具自慰給他看，男友也漸變得貪婪，把果醬及奶油等塗在她身上然後吃掉，更把她捆綁起來進行性行為，但她沒有抗拒，反而從過程中得到快感，笑言自己是抖S 男友是抖M。    
2015年9月，在日本AV片商「PRESTIGE」以「最高級G奶」的名號出道成為專屬女優。
2016年9月，有消息指出她要來台灣賣淫。同年11月，傳出將回歸發布新作品，距離她上一個作品的發布已經是3個多月前
2017年4月，發布了PRESTIGE的名作《やりたい放題》系列，也是自2013年以來該系列首支復活作品。
自2017年5月以來沒有任何的新作品，AV活動停止。
2018年有傳言她在六本木高級夜店內工作。
興趣是料理，擅長彈鋼琴。

## 作品

### AV
※皆為「PRESTIGE」專屬
2015年
- 素人個人撮影、投稿。694 ありさ19歳学生  (10月3日)

- 新人 プレステージ専属デビュー 藤井有彩 （9月10日）
- 一泊二日、美少女完全予約制。 第二章（10月10日）
- 藤井有彩の、いっぱいコスって萌えてイこう！（11月11日）
- 新・絶対的美少女、お貸しします。 ACT.50（12月10日）

2016年
- 風俗タワー 性感フルコース3時間SPECIAL（1月9日）
- 人生初・トランス状態 激イキ絶頂セックス（2月10日）
- ポルノスター（3月11日）
- NEW WATER POLE（4月20日）
- ボクを好き過ぎるボクだけの藤井有彩（5月10日）
- 48時間耐久連続巨根アクメ（6月10日）

2017年
- 藤井有彩 なまなかだし 15（1月13日）
- 濃厚密写 接写エロティシズム3本番 ACT.07（2月3日）
- 天然成分由来 藤井有彩汁 120％ 44（3月10日）
- 超 やりたい放題 1（4月14日）

### 寫真影像
- Arisa イマドキガールはGカップ/藤井有彩（2015年11月12日、グラッツコーポレーション）※同時發行Blu-ray版本

## 外部連結
- 公式プロフィール （页面存档备份，存于） - プレステージ
- プロフィール （页面存档备份，存于） - みんなのAV